# Escaudes
Escaudes är en kommun i departementet Gironde i regionen Nouvelle-Aquitaine i sydvästra Frankrike. Kommunen ligger i kantonen Captieux som tillhör arrondissementet Langon. År 2022 hade Escaudes 167 invånare.

## Befolkningsutveckling
Antalet invånare i kommunen Escaudes
Referens:INSEE